# Verzweigungstheorem
Das Verzweigungstheorem ist ein zentrales Resultat aus der Theorie der Riemannschen Flächen, welches besagt, dass sich holomorphe Funktionen lokal als Potenz darstellen lassen. Dabei kann der natürliche Exponent für die Definition des Abbildungsgrades und des Verzweigungsindexes einer holomorphen Funktion verwendet werden.

## Aussage
Sei {\displaystyle f\colon X\rightarrow Y} eine nicht konstante holomorphe Funktion zwischen zusammenhängenden Riemannschen Flächen {\displaystyle X} und {\displaystyle Y}. Für jeden Punkt {\displaystyle x\in X} gibt es eine eindeutige natürliche Zahl {\displaystyle k_{x}\in \mathbb {N} }, sodass um {\displaystyle x\in X} und {\displaystyle f(x)\in Y} lokale Karten existieren, in denen sich {\displaystyle f} als Potenz {\displaystyle z\mapsto z^{k_{x}}} darstellen lässt. Die Punkte {\displaystyle x\in X} mit {\displaystyle k_{x}>1} werden Verzweigungspunkte genannt, sie bilden eine diskrete Teilmenge {\displaystyle R\subset X} (insbesondere eine endliche Teilmenge, wenn {\displaystyle X} kompakt ist) und ist die Funktion {\displaystyle f} zusätzlich eigentlich, dann ist deren Bild {\displaystyle \Delta =f(R)} zudem eine diskrete Teilmenge von {\displaystyle Y}. Ist {\displaystyle f} eigentlich, dann ist für einen Punkt {\displaystyle y\in Y} zudem das Urbild {\displaystyle f^{-1}(y)\in X} endlich. Die Einschränkung von {\displaystyle f} auf {\displaystyle X\setminus R} ist ein lokaler Homöomorphismus und die Einschränkung auf {\displaystyle X\setminus R^{+}}mit {\displaystyle R^{+}=f^{-1}(\Delta )=f^{-1}(f(R))\supset R} ist zusätzlich eigentlich. Daraus ergibt sich eine Überlagerung {\displaystyle f\colon X\setminus R^{+}\rightarrow Y\setminus \Delta }.

## Beispiel
Die Funktion {\displaystyle f\colon \mathbb {C} \rightarrow \mathbb {C} ,z\mapsto z^{k}} hat einen einzigen Verzweigungspunkt bei {\displaystyle z=0} mit {\displaystyle k_{0}=k}. Es gilt {\displaystyle R=R^{+}=\{0\}}und {\displaystyle \Delta =\{0\}}. Tatsächlich ist die Einschränkung 
{\displaystyle f\colon \mathbb {C} \setminus \{0\}\rightarrow \mathbb {C} \setminus \{0\},\quad z\mapsto z^{k}}
eine Überlagerung vom Grad {\displaystyle k}.

## Abbildungsgrad
Sei {\displaystyle f\colon X\rightarrow Y} eine nicht konstante eigentliche holomorphe Funktion zwischen zusammenhängenden Riemannschen Flächen {\displaystyle X} und {\displaystyle Y}. Ihr Abbildungsgrad ist die von der Wahl von {\displaystyle y\in Y} unabhängige natürliche Zahl:
{\displaystyle \operatorname {deg} (f):=\sum _{x\in f^{-1}(y)}k_{x}.}
Sei {\displaystyle g\colon Y\rightarrow Z} eine weitere nicht konstante eigentliche holomorphe Funktion zwischen zusammenhängenden Riemannschen Flächen {\displaystyle Y} und {\displaystyle Z}. Dann gilt:
{\displaystyle \operatorname {deg} (g\circ f)=\operatorname {deg} (f)\operatorname {deg} (g).}
Seien {\displaystyle z\in Z} und {\displaystyle g^{-1}(z)=\{y_{1},\ldots ,y_{m}\}\subset Y} sowie {\displaystyle k_{1},\ldots ,k_{m}\in \mathbb {N} }, sodass {\displaystyle g} um {\displaystyle y_{i}} lokal die Darstellung {\displaystyle z\mapsto z^{k_{i}}} nach dem Verzweigungstheorem hat. Dann ist:
{\displaystyle \operatorname {deg} (g)=\sum _{i=1}^{m}k_{i}.}
Seien {\displaystyle f^{-1}(y_{i})=\{x_{i1},\ldots ,x_{in_{i}}\}} sowie {\displaystyle l_{i1},\ldots ,l_{in_{i}}\in \mathbb {N} }, sodass {\displaystyle f} um {\displaystyle x_{ij}} lokal die Darstellung {\displaystyle z\mapsto z^{l_{ij}}} hat. Dann ist (unabhängig von {\displaystyle i}):
{\displaystyle \operatorname {deg} (f)=\sum _{j=1}^{n_{i}}l_{ij}.}
Um {\displaystyle x_{ij}} hat {\displaystyle f\circ g} lokal die Darstellung {\displaystyle z\mapsto z^{k_{i}l_{ij}}}, womit:
{\displaystyle \operatorname {deg} (g\circ f)=\sum _{i=1}^{m}\sum _{j=1}^{n_{i}}k_{i}l_{ij}=\operatorname {deg} (f)\sum _{i=1}^{m}k_{i}=\operatorname {deg} (f)\operatorname {deg} (g).}

## Verzweigungsindex
Sei {\displaystyle f\colon X\rightarrow Y} eine nicht konstante holomorphe Funktion zwischen kompakten zusammenhängenden Riemannschen Flächen {\displaystyle X} und {\displaystyle Y}. Ihr Verzweigungsindex ist die Anzahl der Verzweigungspunkte, also die natürliche Zahl:
{\displaystyle R_{f}:=\sum _{x\in X}(k_{x}-1).}
Bei Überlagerungen ist die Euler-Charakteristik des hinteren Raumes genau die mit ihrem Grad multiplizierte Euler-Charakteristik des vorderen Raumes. Bei holomorphen Funktionen zwischen Riemannschen Flächen gilt ähnliches mit dem Abbildungsgrad, wobei es jedoch zu einem genau durch den Verzweigungsindex gemessenen Defekt kommt:
{\displaystyle \chi (Y)=\operatorname {deg} (f)\chi (X)+R_{f}.}
Alternativ lässt sich der Zusammenhang mit dem Genus ausdrücken, Mit {\displaystyle \chi (X)=2-2g(X)} und {\displaystyle \chi (Y)=2-2g(Y)} ist:
{\displaystyle 2-2g(Y)=\operatorname {deg} (f)(2-2g(X))+R_{f}.}